# Fingal Godfredson
Pour les articles homonymes, voir  Fingal.
Fingal Godfredson ou en gaélique: Fingal mac Gofraid, roi de l'Ile de Man vers 1070-1079.

## Éléments de biographie
Fingal est uniquement connu par les Chroniques de Man qui indiquent qu’il succède à son père le roi "Godredum filius Sytric". La date de la mort de ce « Godred mac Sitric », vraisemblablement apparenté d'après son nom à la dynastie scandinave de Dublin est datée par ce même document de l’année où Malcolm III d'Écosse épouse la princesse  Sainte Marguerite d'Écosse soit vers  1070. Certains historiens comme  Jean Renaud identifient le père de Fingal avec Godfraid mac Amlaib roi de Dublin mort en 1075.
Fingall semble dans ce contexte être le prédécesseur immédiat de Godred Crovan qui mourut après un règne de 16 ans de la peste à Islay en  1095.